# 黃閱古
黃閱古（1465年—1527年），字時準，号景溪，廣東廣州府東莞縣人，民籍，明朝官员。

## 生平
弘治二年（1489年）己酉科廣東鄉試第六十一名。弘治十五年（1502年）壬戌科進士。官户部湖广司主事。正德二年（1507年）升户部四川员外郎，除户部山西司郎中，时正西征，转输繁剧，奏章丛冗，黄阅古日夜殫精竭慮，廢寢忘食。在户部十年，迁福建转运副使，镇守登台监每年掠夺商货至三千金，阅古悉數罢免，正德十五年（1520年）入觐，为太监指摘，遂致仕归。建家祠，创书院，结诗社，以诗赋自娱。

## 家族
曾祖父黃勣，訓導；祖父黃受益，貢士；父黃結，長史。嫡母黎氏；生母鄭氏。慈侍下。兄稽古、式古。